# Іберійська мова
Іберська мова — одна з так званих середземноморських мов (південна частина палеоєвропейських мов), якою говорили в дороманську епоху в Іберії (Іспанія) і на півдні Франції — аж до річки Гаронна. Свідоцтва про цю мову збереглися у вигляді написів, окремих слів, цитованих античними авторами, й у власних назвах.
Іберійська мова, як і інші палеоіспанські мови, вимерли приблизно між I та II ст. н.е., після поступового витіснення латинською мовою внаслідок Римського завоювання Іберійського півострова. На цей час вона не повністю розшифрована. Ймовірно, це аглютинативна мова, яка може мати ергативні ознаки.